# Obrona Sedanu
Obrona Sedanu, bitwa pod Sedanem lub druga bitwa pod Sedanem – starcie zbrojne stoczone w dniach 12–15 maja 1940 roku podczas II wojny światowej w toku kampanii francuskiej. Była to część planu operacyjnego niemieckiego Wehrmachtu o kryptonimie Fall Gelb, zakładającego przeprowadzenie ofensywy przez górzyste i zalesione Ardeny, aby otoczyć alianckie armie w Belgii i północno-wschodniej Francji. Niemiecka Grupa Armii A przekroczyła rzekę Mozę z zamiarem zdobycia miasta Sedan i uderzenia na północ w kierunku wybrzeża kanału La Manche, tak aby uwięzić siły alianckie, które posuwały się na wschód do Belgii, w ramach alianckiego planu Dyle.
Sedan znajduje się na wschodnim brzegu rzeki Mozy. Jego zdobycie miało dać Niemcom bazę, z której mogliby wziąć mosty na Mozie i przeprawić się przez rzekę. Niemieckie dywizje mogły następnie przejść przez otwarte i niebronione francuskie krajobrazy do kanału La Manche. 12 maja Sedan został zdobyty bez oporu, a Niemcy pokonali francuskie umocnienia wokół miasta na zachodnim brzegu Mozy. Bombardowania Luftwaffe i niskie morale uniemożliwiły francuskim obrońcom zniszczenie przyczółków utworzonych przez nieprzyjaciela. Niemcy zdobyli także mosty na Mozie w Sedanie, umożliwiając przerzucenie znacznych sił przez rzekę. 14 maja lotnictwo alianckie, Royal Air Force (Królewskie Siły Powietrzne, RAF) i Armée de l’air (Francuskie Siły Powietrzne) próbowały zniszczyć mosty, jednak Luftwaffe im to uniemożliwiła. W dużych walkach powietrznych nad Sedanem alianci ponieśli duże straty, które znacznie uszczupliły siłę alianckich bombowców w całej kampanii.
Francuzi kontratakowali niemieckie przyczółki od 15 do 17 maja, ale ich działania padły ofiarą opóźnień i zamieszania. 20 maja, pięć dni po umocnieniu przyczółków na zachodnim brzegu Mozy, armia niemiecka dotarła do kanału La Manche. Przekroczenie Mozy umożliwiło Niemcom osiągnięcie celu operacyjnego Fall Gelb i otoczenie najsilniejszych armii alianckich, w tym Brytyjskich Sił Ekspedycyjnych. Następujące później czerwcowe bitwy zniszczyły pozostałe siły francuskie i wypędziły Brytyjczyków z kontynentu, co doprowadziło do ostatecznej klęski Francji.

## Tło sytuacyjne

### Plan niemiecki
10 maja 1940 roku Wehrmacht najechał Luksemburg, Holandię i Belgię. W Holandii Niemcy robili stałe postępy. Do 12 maja jednostki niemieckiej Grupy Armii B zbliżały się do Rotterdamu i Amsterdamu, podczas gdy w środkowej Belgii Niemcy byli blisko dotarcia do rzeki Dyle na wschód od Brukseli. W odpowiedzi na inwazję, aliancka 1 Grupa Armii pod dowództwem gen. Gastona Billotte'a, składająca się z francuskiej 7 Armii, 9 Armii, 1 Armii i Brytyjskich Sił Ekspedycyjnych, posunęła się w stronę rzeki Dyle, aby utworzyć solidny front jako część planu Dyle, strategii obronnej mającej na celu powstrzymanie niemieckich postępów w Belgii. Jednak ofensywa Grupy Armii B była w rzeczywistości tylko odwróceniem uwagi aliantów. Główny atak w ramach planu Fall Gelb miał być przeprowadzony siłami Grupy Armii A przez Ardeny w Luksemburgu i południowej Belgii. Po zdobyciu tych lekko bronionych obszarów, XIX Korpus Armijny pod dowództwem gen. Heinza Guderiana miał zaatakować Francję pod Sedanem, położonym nad rzeką Mozą. Jego zdobycie pozwoliłoby Niemcom na wejście w niebronione równiny Francji i nad kanał La Manche, na tyły mobilnych sił alianckich posuwających się do Belgii. Rezultatem byłoby okrążenie na poziomie strategicznym.
Do ofensywy Oberkommando der Wehrmacht przekazało Grupie Armii A najpotężniejsze skupisko niemieckich sił pancernych i zmotoryzowanych. Chociaż Grupie Armii B przydzielono 808 czołgów, czyli ponad 1⁄4 wszystkich czołgów, jakie miało wówczas Panzerwaffe, były to głównie czołgi lekkie, takie jak Panzer I i Panzer II, w przeciwieństwie do Panzer III i Panzer IV. Cięższe czołgi zostały przekazane Grupie Armii A, ponieważ do przeprowadzenia krytycznej operacji pod Sedanem potrzebne były najlepsze, dostępne maszyny. Grupa Armii A miała łącznie 1753 czołgi cięższych typów.

### Ardeny „nieprzebyte”
Po I wojnie światowej, francuski sztab generalny wykluczył pomysł przyszłego niemieckiego ataku przez sektor Ardeny-Sedan. Francuzi byli przekonani, że po takim terenie nie mogą przejechać czołgi. Marszałek Philippe Pétain opisał te góry jako „nieprzebyte”. Gen. Maurice Gamelin opisał miejscowe warunki terenowe jako „najlepszą w Europie zaporę przeciwczołgową”. „Bariera” Mozy i Ardenów wydawała się być solidną, strategiczną pozycją obronną, przez którą przyszły wróg nie mógł się przedostać ani jej ominąć. Francuzi doszli do wniosku, że niemiecki szturm przez Ardeny na Sedan nie dotrze do Mozy wcześniej jak dwa tygodnie po rozpoczęciu jakiejkolwiek niemieckiej ofensywy, a penetracja Ardenów zajmie wrogowi od pięciu do dziewięciu dni.
Francuskie oceny stały się mniej wiarygodne w świetle ćwiczeń wojskowych przeprowadzonych w 1938 r. W tym samym roku generał André-Gaston Prételat objął dowództwo nad manewrami, w których odtworzono scenariusz, wedle jakiego armia niemiecka przypuściła atak z siedmioma dywizjami, w tym czterema dywizjami piechoty zmotoryzowanej i dwoma brygadami czołgów (nie podano rodzaju pozostałych trzech dywizji). Obrona strony francuskiej upadła. „Rezultatem była porażka o tak wszechstronnym charakterze, że zakwestionowano sensowność opublikowania wyników manewrów, aby nie pogorszyć morale”. Jeszcze w marcu 1940 r. francuski raport przekazany Gamelinowi nazwał obronę w Sedanie, ostatniej „ufortyfikowanej” pozycji nad Mozą przed otwartymi równinami Francji, jako „całkowicie nieadekwatną”. Prételat poprawnie określił tamtejszy teren jako stosunkowo łatwy do pokonania przez siły pancerne. Doszedł do wniosku, że dotarcie do Mozy zajmie Niemcom co najwyżej 60 godzin, a przekroczenie jej zajmie jeden dzień. Jak miało się okazać, pomylił się tylko o trzy godziny. Niemcy osiągnęli przeprawę przez Mozę już po 57 godzinach.
Armia francuska zezwoliła na kolejne próby zwiększenia siły lokalnych fortyfikacji jesienią 1939 r., ale ostra zima uniemożliwiła wylanie betonu i dostarczenie niezbędnych materiałów. 11 kwietnia 1940 r. generał Charles Huntziger poprosił o kolejne cztery dywizje do pracy nad budową umocnień, ale odmówiono mu.

### Francuska obrona w Sedanie

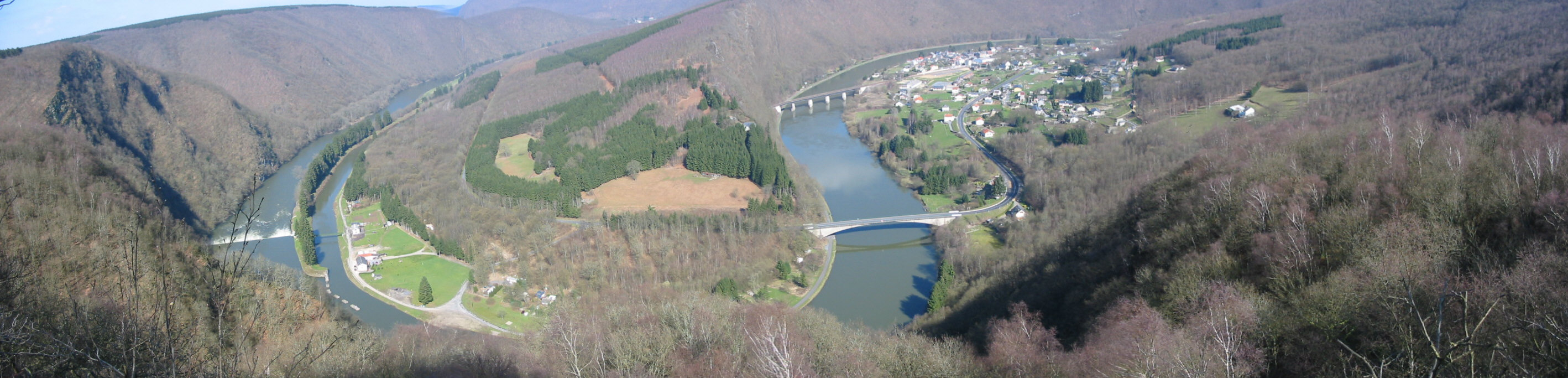
Widok na Mozę we francuskich Ardenach

Francuska obrona w Sedanie była słaba i zaniedbana. Francuzi od długiego czasu wierzyli, że armia niemiecka nie zaatakuje przez sektor Sedanu skoncentrowanymi siłami i tylko francuska 55 Dywizja Piechoty gen. bryg. Pierre'a Lafontaine'a, dywizja kategorii B, została przydzielona do tego sektora. Linia Maginota kończyła się 20 kilometrów na wschód od Sedanu w La Ferté-sur-Chiers, gdzie Fort nr 505 stanowił jej najbardziej wysuniętą na zachód pozycję. Sedan był częścią przedłużonego wariantu Linii Maginota, który biegł na północ za rzeką Mozy. Pomiędzy Sedanem a La Ferté znajdowała się luka w rejonie Stenay, czyli odcinek niezabezpieczonego terenu, który nie był pokryty francuskimi fortyfikacjami, ani żadnymi naturalnymi przeszkodami. To był powód, dla którego znaczna liczba francuskich generałów nalegała na wzmocnienie tego sektora, ignorując Sedan.
Ponieważ Francuzi budowali kolejne fortyfikacje, samoloty zwiadowcze Luftwaffe zauważyły aktywność po stronie wroga i zgłosiły ją. Strome zbocza brzegów Mozy, połączone z tym, co na fotografiach zwiadowczych wydawało się potężną barierą z bunkrów i linii obronnych, spowodowały, że feldmarszałek Gerd von Rundstedt, dowódca Grupy Armii A, zakwestionował wywody Guderiana, który wybierał Sedan jako punkt skoncentrowanego wysiłku wojennego. Aby określić, jak silne były te fortyfikacje, wezwano zespół fotografów do oceny zdjęć. Ich analiza wykazała, że to, co wydawało się silnymi, umocnionymi stanowiskami, było po prostu placami budowy na wpół wzniesionych bunkrów, które pod każdym względem były pustymi pozycjami. Wkład specjalistów przechylił plan ataku na korzyść Guderiana.
Gen. Huntziger był szczęśliwy, mogąc polegać na „betonie”, aby zapewnić bezpieczeństwo Sedanowi, ponieważ odrzucił pomysł, że Niemcy zaatakują przez Ardeny. 2 Armia zbudowała 52 000 metrów sześciennych umocnień betonowych wzdłuż jej linii frontu, ale bardzo niewiele w sektorze Sedanu. Tylko 42 bunkry chroniły przyczółki w Sedanie przed wybuchem wojny we wrześniu 1939 roku, a do 10 maja wybudowano dodatkowe 61. Jednak do 10 maja większość bunkrów była niekompletna i brakowało okiennic działowych dla kazamat artyleryjskich. Niektóre bunkry nie miały tylnych drzwi, co czyniło je podatnymi na infiltrację piechoty. Na północ od Sedanu, na północnym zakręcie Mozy, miasto Glaire górowało nad punktem przeprawowym przez rzekę, gdzie niemieckie pojazdy opancerzone miały zadać decydujący cios. Między bunkrem 305 w Glaire a bunkrem 211 obok mostu Pont Neuf istniała luka o długości 2 kilometrów. Pozwoliło to napastnikowi nadciągającemu z północy na skorzystanie z dobrych tras drogowych przez oś Fleigneux–Saint-Menges–Glaire, aby wjechać do Sedanu od północy.
W obronie Sedanu brakowało również min. Francuska 2 Armia strzegła frontu o długości 70 kilometrów i otrzymała tylko 16 000 min. Z tej liczby 7 000 zostało przekazanych dywizjom kawalerii, które miały opóźnić niemieckie natarcie przez południową Belgię, a 5000 do punktów zaporowych wzdłuż granicy francusko-belgijskiej. To pozostawiło zaledwie 2000 min na obronę rzeki Mozy. Z tego 55 Dywizja Piechoty otrzymała 422. Nie wszystkie z nich zostały wkopane w ziemię, a niektóre pola minowe przesunięto podczas budowy bunkrów w sektorze Sedanu.

### Podejście niemieckie
Gdy armia niemiecka przeszła przez południową Belgię 12 maja, gen. Ewald von Kleist i Guderian spierali się o miejsce, na które powinno spaść główne uderzenie. Kleist był bezpośrednim przełożonym Guderiana, dowodzącym Panzergruppe von Kleist, składającym się z XLI i XIX Korpusu Pancernego (pod dowództwem Guderiana). Kleist naciskał, by główny punkt znajdował się we Flize, dalej na zachód niż Sedan. Argumentował, że takie uderzenie pozwoliłoby uniknąć podwójnej przeprawy przez Mozę (w Sedanie) i przez Kanał Ardeński (na zachód od Sedanu). Co więcej, cios spadłby na linię rozgraniczenia pomiędzy francuską 9 Armią a 2 Armią. Guderian spojrzał na sytuację inaczej i wskazał, że uderzenie zgodne z planem Kleista umieści flankę nacierających sił w zasięgu artylerii z fortecy w Charleville-Mézières, około 25 kilometrów na północny zachód od Sedanu. Przeniesienie operacji dalej na północ z kolei rozproszyłoby punkt koncentracji (niem. Schwerpunkt) i zakłóciło intensywne planowanie niemieckich jednostek taktycznych, które od miesięcy trenowały do ataku pod Sedanem i natarcia na północny zachód. Uważał również, że okres przegrupowania przed Sedanem opóźniłby atak o 24 godziny i pozwolił Francuzom na sprowadzenie posiłków. Kleist zgodził się, że takie opóźnienie jest nie do przyjęcia, więc przystał na plan Guderiana.
Niemniej jednak, chociaż Kleist akceptował ryzykowny plan objazdu Flize, nalegał, aby ofensywny punkt koncentracyjny znajdował się na zachód od Kanału Ardeńskiego. Potwierdził to w liście do Guderiana z 18 kwietnia, ale kiedy rozpoczęły się operacje, Guderian całkowicie to zignorował. On chciał dużego, 20-kilometrowego przyczółka w Sedanie i szybkiego zajęcia Stonne oraz wzniesień otaczających Sedan.
Plan Guderiana na dzień 13 maja był prosty. 2 Dywizja Pancerna na północy miała uformować prawą flankę sił szturmowych, gdy dotrze do Mozy w pobliżu Donchery. 1 Dywizja Pancerna, wzmocniona przez Pułk Piechoty „Großdeutschland”, batalion inżynierów szturmowych i artylerię dywizyjną z 2 i 10 Dywizji Pancernej, miała wykonać główny atak, przekraczając Mozę na północ od Sedanu i zajmując wzgórza La Marfee z widokiem na miasto. 10 Dywizja Pancerna miała przekroczyć Mozę na południe od Sedanu i chronić południową flankę korpusu. Przez cały dzień duże masy żołnierzy i sprzętu gromadziły się na północ od Mozy, przygotowując się do przeprawy przez rzekę.

## Zaangażowane siły

### Siły niemieckie
Siły niemieckie składały się z 1, 2 i 10 Dywizji Pancernej. 1 Dywizja Pancerna pod dowództwem gen. maj. Friedricha Kirchnera miała w swoim składzie 52 czołgi Panzer II, 98 Panzer III, 58 Panzer IV, 40 Panzer 35 (t) i 8 Sd.Kfz. 265 Panzerbefehlswagens. 2 Dywizja Pancerna, pod dowództwem gen. por. Rudolfa Veiela, miała do dyspozycji 45 Panzer I, 115 Panzer II, 59 Panzer III i 32 Panzer IV. Miała również 16 Sd.Kfz. 265. 10 Dywizja Pancerna pod dowództwem gen. por. Ferdinanda Schaala miała 44 Panzer I, 113 Panzer II, 58 Panzer III, 32 Panzer IV i 18 Sd.Kfz. 265. W sumie Guderian mógł zgromadzić 60 000 ludzi, 22 000 pojazdów, 771 czołgów i 141 dział i moździerzy. Mógł również wezwać 1470 samolotów.
Częścią problemu Guderiana był brak ruchomej artylerii. Nie miał zamiaru wstrzymywać wyłomu w liniach wroga, aby czekać, aż dodatkowe jednostki artylerii zostaną przeniesione na miejsce, aby zaatakować Sedan. Zamiast tego Guderian poprosił Luftwaffe o maksymalne wsparcie powietrzne. Przez pierwsze kilka dni niemiecka broń powietrzna będzie używana głównie jako wsparcie dla Grupy Armii B. Większość wsparcia lotniczego nad Sedanem miała zapewnić Luftflotte 3. Początkowo miała być użyta tylko ograniczona liczba jednostek powietrznych, ale obciążenie Luftwaffe znacznie wzrosło bliżej rozpoczęcia bitwy. Dostępne były także: I Fliegerkorps (pod dowództwem Ulricha Grauerta), II Fliegerkorps (pod rozkazami Bruno Loerzera), V Fliegerkorps (pod komendą Roberta von Greima) i VIII Fliegerkorps (pod dowództwem Wolframa von Richthofena). Jednostki te pochodziły z Luftflotte 2 i Jagdfliegerführer 3. Najbardziej znaczącą jednostką był VIII Fliegerkorps, nazywany Nahkampf-Fliegerkorps (Korpusem Wsparcia Powietrznego), który zawierał Sturzkampfgeschwader 77, potężne skupisko bombowców nurkujących Ju 87 Stuka. Ta potężna koncentracja sił liczyła około 1470 samolotów; 600 średnich bombowców Heinkel He 111 i Junkers Ju 88 oraz lekkie bombowce Dornier Do 17, 250 Ju 87, 500 myśliwców Messerschmitt Bf 109 i 120 Messerschmitt Bf 110.

### Siły francuskie
W sektorze Longwy, Sedanu i Namur, gdzie spotykają się Ardeny i Moza, 9 Armia i 2 Armia składały się głównie z dywizji kiepskiej jakości. Dostępne posiłki były minimalne, a jednostki wyposażone w przestarzałą broń. Zasoby, którymi dysponowały dwie dywizje klasy B, 55 i później także 71 Dywizja Piechoty, które miały udźwignąć ciężar ataku, były niewielkie. Nie mieli prawie żadnych zawodowych oficerów i nie zostali przeszkoleni do służby w warunkach bojowych, dopóki nie weszli w kontakt z nieprzyjacielem.
55 Dywizja Piechoty strzegąca Sedanu miała niewiele czasu na szkolenie bojowe, ponieważ spędzała prawie cały czas służby na pracach budowlanych. Dywizja składała się głównie z rezerwistów, w większości w wieku powyżej 30 lat. Nie podjęto wielkich prób poprawienia słabej jakości bojowej dywizji. Jeden oficer, porucznik Delas z 1. batalionu 147 Pułku Fortecznego, został aresztowany i uwięziony na 15 dni za rozkaz ćwiczenia strzelania z działem przeciwpancernym kal. 25 mm w pobliskim kamieniołomie. Dowódca dywizji, generał Lafontaine, bardziej ufał fortyfikacjom niż szkoleniom, ponieważ uważał, że zrekompensuje to słabość dywizji. Jego ludziom brakowało pewności siebie i woli walki, gdy tylko nadeszła bitwa.
Organizacja francuskiej 55 Dywizji Piechoty była chaotyczna. Większość jednostek była zaangażowana w prace budowlane i stale przenoszona na różne stanowiska taktyczne. Z dziewięciu kompanii, które zajęły swoje stanowiska do 10 maja, kilka zajmowało je od zaledwie kilku dni i zupełnie nie znało terenu. Jeden z czołowych pułków piechoty, 213 Pułk Piechoty, został całkowicie usunięty z linii i zastąpiony przez 331 Pułk. W niektórych przypadkach improwizowane pułki piechoty składały się z kilku różnych kompanii z kilku różnych batalionów z różnych pułków. Na przykład, 2. batalion 295 Pułku Piechoty składał się z czterech różnych kompanii, które zostały wybrane z trzech różnych batalionów należących do trzech różnych pułków.
Takie działania naruszyły spójność jednostek, które początkowo były silne. 147 Pułk Forteczny był kręgosłupem 55 Dywizji Piechoty i miał zająć pozycje w bunkrach na linii Mozy. Na początku mobilizacji jednostka miała wysokie morale i bardzo dobrą spójność. Jednak ze względu na ciągłe zmiany organizacyjne bataliony jednostki były „wciąż na nowo rozdzierane”.
Aby odciążyć 55 Dywizję Piechoty, francuska 71 Dywizja Piechoty została wydana z rezerwy i skierowana na front. Obecność 71 Dywizji skróciła front z 20 do 14 kilometrów wzdłuż Mozy. Miało to zwiększyć gęstość sił bojowych w najbliższym rejonie, ale takie posunięcie zostało zakończone tylko częściowo do 10 maja, gdyż miało się zakończyć 13–14 maja, trzy dni po ataku Niemców. Chociaż obie dywizje dysponowały 174 działami i moździerzami, więcej niż przeciwstawiające im się siły niemieckie, musiały podzielić tę siłę między siebie. Obu dywizjom brakowało dział przeciwpancernych i przeciwlotniczych, co w tych warunkach było brakiem krytycznym.

## Forsowanie Mozy

### Upadek Sedanu
Głównym problemem, przed którym stanął Guderian i jego strategia uderzenia przez Sedan, było niewystarczające wsparcie artyleryjskie. Kilka baterii utknęło w ruchu ulicznym w Ardenach, a nie mógł on polegać tylko na bateriach artyleryjskich swoich dywizji pancernych. Wszystko zależało od wsparcia Luftwaffe. Generał lotnictwa Hugo Sperrle, dowódca Luftflotte 3, zaplanował konwencjonalną metodę krótkiego bombardowania przed wkroczeniem sił lądowych. Po nalotach przygotowawczych bombowce średnie i nurkujące miały zniszczyć francuską obronę silnym uderzeniem trwającym 20 minut. Nalot został zaplanowany na 16:00, zanim piechota przekroczy Mozę. We współpracy II Fliegerkorps opracował koncepcję nalotu przesuwającego się do przodu wraz z wojskami Guderiana. Pomysł pojedynczego uderzenia wszystkich sił powietrznych został porzucony, a niemieckie samoloty miały atakować w małych formacjach, ale nieustannie, przez cały dzień. Uznano, że efekt będzie potrójny: francuska artyleria zostanie wyeliminowana, efekt ciągłych nalotów obniży morale wroga, a mniejsze formacje będą bardziej systematyczne i celne przeciwko niewielkim celom, takim jak bunkry.
Bez wiedzy Guderiana, von Kleist, jego bezpośredni przełożony, skontaktował się z Loerzerem i zakazał długiego, systematycznego bombardowania Guderiana na rzecz jednego, wielkiego ataku. Guderian narzekał, Kleist zignorował go. Jednak następnego ranka Loerzer odrzucił metodę Kleista i przystąpił do uzgodnionego bombardowania przesuwającego się, omówionego z Guderianem. Loerzer powiedział później, że oficjalny rozkaz Hugo Sperrle nadszedł zbyt późno, aby można było wprowadzić zmiany.
O zmroku 12 maja, XIX Korpus pancerny wjechał do Sedanu. Guderian poinformował, że nie napotkał śladów wroga. Po zabezpieczeniu samego miasta Guderian musiałby teraz uderzyć na południe, przez bronione tyły za Sedanem, które z kolei były chronione przez duży kompleks bunkrów położony na wzgórzach La Marfee, kawałku wysokiego terenu, górującego nad Mozą na południu. Miał jednak trzy opcje do wyboru: mógł spełnić taktyczną konieczność i chronić przyczółki przed francuskim kontratakiem z południa; mógł uderzyć swoim korpusem na zachód w kierunku Paryża; albo mógłby poprowadzić bieg do kanału. Pamiętając szefa sztabu 1 Dywizji Pancernej, Walthera Wencka, mówiącego: „Uderzaj pięściami, nie czuj palcami!”, Guderian zdecydował się na ostatnią opcję.
Wczesnym rankiem 13 maja 10 Dywizja Pancerna zajęła pozycję w górę rzeki na północny wschód od Sedanu, gotowa do uderzenia na wyznaczonym punkcie przeprawy w pobliżu miasta Wadelincourt. W dół rzeki 2 Dywizja Pancerna zajęła pozycję, by przejść pod Donchery. 1 Dywizja Pancerna przygotowywała się do uderzenia na przyczółek Gaulier, niedaleko Floing, w centrum taktycznego frontu Sedanu. To właśnie na północnym zakręcie pętli Mozy, pomiędzy Gaulier a Wadelincourt, Luftwaffe miała podjąć maksymalny wysiłek. Aby uzupełnić wsparcie lotnicze, Guderian pozbawił większość swoich dywizji pancernych artylerii, którą następnie ustawił dokładnie naprzeciw Gaulier. Pułkom artylerii brakowało jednak amunicji. Długotrwały i niszczący ostrzał artyleryjski był zatem niemożliwy. Luftwaffe musiała wykonać większość pracy. Guderian poinformował, że jego korpus miał tylko 141 dział i moździerzy przeciwko 174 francuskim. Na północ i południe od Sedanu, francuskie X Korpus i XXXXI Korpus (w twierdzy artyleryjskiej w Charleville-Mézières) mogły również dodać swoją artylerię i ostrzelać jednostki pancerne Guderiana, gdy przekraczali przyczółki. Dopiero po południu pojawiła się niemiecka artyleria, ale z niewielkim skutkiem. 2 Dywizja Pancerna została zmuszona do ataku bez wsparcia artyleryjskiego. Z tych powodów Guderian zdecydował, że wynik będzie zależał od jakości wsparcia lotniczego, działającego jak latająca artyleria.

### Atak Luftwaffe
Luftflotte 3 i Luftflotte 2 (pod dowództwem Alberta Kesselringa) dokonały najcięższego bombardowania powietrznego, jakiego widział świat i najbardziej intensywnego w wykonaniu Luftwaffe w czasie II wojny światowej. Luftwaffe wysłało dwa Sturzkampfgeschwader (skrzydła bombowców nurkujących) do ataku, wykonując 300 lotów na pozycje francuskie, a samo Sturzkampfgeschwader 77 wykonało 201 lotów. W sumie 3940 lotów zostało przeprowadzonych przez dziewięć jednostek Kampfgeschwader (szwadrony bombowców), często w sile Gruppe (grupy lotniczej).
Planowany atak powietrzny miał trwać osiem godzin, od 8:00 do 16:00. Loerzer i Richthofen wysłali do ataku dwie jednostki Stuka. Ju 87 Loerzera wykonały około 180 misji przeciwko bunkrom Sedanu, podczas gdy Richthofena wykonały 90. 9 Kampfgruppen z II Fliegerkorps wykonało 900 misji, a 360 misji sztukasów przeprowadził VIII Fliegerkorps. Całkowita liczba misji VIII Fliegerkorps na froncie Mozy wyniosła 910 w porównaniu do 1 770 misji w wykonaniu II Fliegerkorps.
Celem Luftwaffe były wzgórza La Marfee leżące za Sedanem na południowym wschodzie. Obejmowały one umocnione pozycje artylerii i zdominowały podejścia do strategicznych i operacyjnych głębin poza Sedanem i Mozą. Luftwaffe spóźniła się o dwie godziny, ale wysiłek włożony w bombardowanie był znaczny. Ataki przeprowadzano w sile Gruppe przeciwko linii maksymalnego oporu wzdłuż linii dział wroga. Aby ograniczyć ruchy i komunikację wroga, niemieckie myśliwce przeszukiwały ten obszar, przecinając linie lądowe i ostrzeliwując anteny radiowe ponad stanowiskami dowodzenia. Ataki odizolowały przednie linie obrony. Sturzkampfgeschwader 77 uderzył jako pierwszy, rano 13 maja. W ciągu zaledwie pięciu godzin wykonano 500 lotów bojowych Ju 87.
Luftwaffe zastraszyła obrońców, łamiąc ich psychicznie. Strzelcy, kręgosłup obrony, opuścili swoje pozycje do czasu rozpoczęcia niemieckiego natarcia naziemnego. Koszt dla Luftwaffe to zaledwie sześć samolotów, w tym trzy sztukasy.
Francuska 55 Dywizja Piechoty nie była przygotowana na taki atak. Francuscy żołnierze komentowali potężne psychologiczne skutki bombardowania, w szczególności syrenę Ju 87. Jednak po wojnie okazało się, że żaden z bunkrów nie został zniszczony bezpośrednimi trafieniami. Ponadto bombardowanie spowodowało tylko 56 ofiar francuskich. Ważniejsze było jednak uderzenie w infrastrukturę. Kable telekomunikacyjne zostały zniszczone (większość z nich Francuzi rozłożyli na otwartej przestrzeni) w wyniku bombardowania, paraliżując łączność dywizji, a efekt psychologiczny sparaliżował ich zdolności obronne.
Doszło do zjawiska nazwanego później „paniką bulsońską”. 13 maja około godziny 19:00 raport francuskiego obserwatora artylerii został przekazany nieprawidłowo. Krążyła plotka, że niemieckie czołgi zbliżają się do miasta Bulson. Fałszywe raporty rozprzestrzeniły się w okopach i francuska 55 Dywizja Piechoty w popłochu opuściła swoje pozycje. Niemieckie źródła podają, że pierwszy niemiecki czołg przekroczył Mozę 12 godzin później. Zanim błąd został zauważony, większość artylerzystów i piechoty porzuciła swój ciężki sprzęt.

### 1 Dywizja Pancerna w Gaulier
Centralny atak naziemny miał być przeprowadzony przez 1 Dywizję Pancerną i być wspierany przez Pułk Piechoty „Großdeutschland” i 43. batalion inżynierów szturmowych, ponieważ 1 Dywizja miała etatowo tylko jeden pułk piechoty. „Großdeutschland” miał zostać przyłączony do 1 Dywizji Pancernej na pozostałą część kampanii i był pierwszą jednostką, która przełamała obronę na wzgórzu 247, wzniesieniu dominującym na Gaulier. Pułk, ku swojemu zaskoczeniu, odkrył, że Luftwaffe nie zdołało zniszczyć bunkrów wroga. Ogień Francuzów z broni ręcznej sprawił, że przeprawa przez rzekę przy moście Pont Neuf nie mogła być przeprowadzona w dmuchanych łodziach szturmowych zgodnie z planem. Pułk się wycofał. Rekonesans zastał francuski bunkier nr 211 nadal aktywny. Jego położenie strzegło przyczółka, czyniąc go niebezpiecznym dla niemieckiej piechoty próbującej sforsować rzekę. Pluton dział piechoty (artyleria krótkolufowa 75 mm) nie zdołał go rozbić. Do tego zadania sprowadzono działa 88 mm. Udało się, ale następne próba przeprawy znów nie powiodła się, ponieważ ogień z karabinu maszynowego został otwarty z innej pozycji, która nie została wcześniej zauważona. Gdy zajął się tym 2. batalion, reszta pułku przekroczyła rzekę. Przez resztę dnia pułk ruszył w górę i w kierunku francuskiej obrony, a 6., 7. i 8. kompania 2. batalionu stopniowo eliminowały każdy bunkier. Pomimo że pozostałe dwa bataliony były trzymane dalej na południe, do godziny 20:00 centralne wzgórze 247 zostało zajęte. Pułk Piechoty „Großdeutschland” wniknął teraz 8 kilometrów w głąb francuskiej obrony.
Na wzgórzu 301, dalej na zachód, 1 Pułk Fizylierów pod dowództwem płk. Hermanna Balcka pomógł zająć pozycję przed zapadnięciem nocy. Z pomocą dwóch plutonów 3. kompanii 34. batalionu inżynierów szturmowych udało mu się uciszyć bunkry. Pułk skierował się na zachód i był w stanie dostrzec 2 Dywizję Pancerną na skrajnej zachodniej flance 1 Dywizji Pancernej, atakującą bunkry w pobliżu Donchery. Kilka czołgów Panzer zostało obezwładnionych. 1 Pułk Fizylierów 1 Dywizji Pancernej przekroczył granicę na obszarze operacyjnym 2 Dywizji Pancernej. Ułatwił on przejście 2 Dywizji, eliminując kilka bunkrów na ich wschodniej flance i udało mu się przeciąć drogę Donchery-Sedan. Piechocie udało się również wyłączyć z walki większość pozycji ogniowych w okolicy, używając miotaczy ognia do zniszczenia bunkrów, których załogi nie poddały się od razu. Ostatni bunkier, który się poddał, upadł 13 maja o godzinie 22:40. W tym czasie elementy 1 i 2 Dywizji Pancernej sforsowały Mozę.

### 2 Dywizja Pancerna w Donchery
2 Dywizja Pancerna otrzymała najtrudniejsze zadanie. Jej postęp przez Ardeny stanął w prawie 250-kilometrowym korku. W związku z tym jednostka dotarła późno do Donchery, po tym, jak 1 i 10 Dywizja Pancerna rozpoczęły szturm na Mozę. Ze względu na spóźnienie i ataki siostrzanych jednostek, obrona wroga została zaalarmowana przed natarciem 2 Dywizji Pancernej. Przekraczając rzekę na skrajnym zachodnim krańcu sektora Sedanu na osi Donchery, jej żołnierze zostali zmuszeni do pokonania ostatnich 3 kilometrów otwartego terenu, zanim dotarli do przyczółka. To wystawiło dywizję na ostrzał z Donchery i armat kalibru 75 mm z zamku Bellevue, położonych nieco na wschód od miasta. Kilka łodzi zostało przywiązanych do czołgów i tam przetransportowanych na drugą stronę, ale czołgi zostały obezwładnione. Większość ze 174 dział dostępnych dla Francuzów w Sedanie była skoncentrowana właśnie na froncie 2 Dywizji Pancernej. Większość z nich znajdowała się w bunkrach po południowej stronie sektora Moza-Donchery. Niektóre z baterii francuskiej 102 Dywizji Piechoty również dołączyły do nich z północnego zachodu, w Charleville. Jedynym sposobem na odpowiedź Niemców były haubice, ale 2 Dywizja Pancerna przekazała swoje ciężkie haubice 1 Dywizji Pancernej. Zostały tylko 24 działa, które pojawiły się na polu bitwy dopiero o 17:00. Kiedy przybyli, mieli tylko kilka pocisków na działo z powodu logistycznego korka w Ardenach.
Wszystkie próby wylądowania po południowej stronie Mozy zakończyły się niepowodzeniem. Na szczęście dla Guderiana, 1 Dywizji Pancernej udało się przekroczyć środkową Mozę (patrz wyżej). Po przeprawie skierowała się ona na prawą (wschodnią) flankę Francuzów pod Donchery. Inżynierowie szturmowi i 1 Dywizja Pancerna zneutralizowali działa w zamku Bellevue i zajęli bunkry wzdłuż rzeki Mozy od tyłu. Artyleria ostrzeliwująca wschodnią flankę 2 Dywizji Pancernej została w ten sposób zneutralizowana. Po usunięciu groźby ostrzału artyleryjskiego z prawej flanki, jednostki na lewej flance 2 Dywizji Pancernej przekroczyły rzekę i zinfiltrowały pozycje francuskie naprzeciw Donchery o godzinie 20:00. Ciężki francuski ogień kontynuowano z bunkrów przed Donchery po południowej stronie Mozy. Dopiero o godz. 22:20, przy całkowitej ciemności regularne wyprawy promowe umożliwiły wzmocnienie niemieckiego przyczółka.

### 10 Dywizja Pancerna w Wadelincourt
10 Dywizja Pancerna, podobnie jak 2 Dywizja Pancerna, odłączyła swoje baterie ciężkiej artylerii, aby wspierać sąsiednie jednostki. Zostały tylko 24 lekkie haubice 105 mm. Ponadto w bateriach brakowało amunicji. Luftwaffe nie pomogło 10 Dywizji Pancernej, ponieważ większość ataków powietrznych miała na celu wsparcie 1 Dywizji Pancernej w sektorze centralnym. Oznaczało to, że wszystkie pozycje francuskiej artylerii i karabinów maszynowych w rejonie Wadelincourt pozostały nienaruszone. Ponadto nowo wprowadzona do boju 71 Dywizja Piechoty i francuski X Korpus w rejonie Rémilly uniemożliwiły 10 Dywizji Pancernej dokonanie szybkich postępów. Dywizja musiała również przejść w dół do rzeki na otwartym, płaskim terenie około 600-800 metrów.
W pobliżu miasta Bazeilles inżynierowie i fizylierzy zebrali się, aby przygotować łodzie do przeprawy przez Mozę w Wadelincourt, kiedy ostrzał artyleryjski z pozycji francuskich zniszczył 81 z 96 ich gumowych łodzi. Plan ataku przewidywał atak 69 i 89 Pułku Fizylierów, ale utrata tak wielu łodzi oznaczała, że tylko 86 Pułk był w stanie przeprowadzić przeprawę. 69 Pułk Fizylierów był trzymany w rezerwie, aby podążać za 86 Pułkiem jako posiłki.
Ataki 10 Dywizji Pancernej nie powiodły się na całym froncie Mozy. Jedyny sukces odniósł niewielki 11-osobowy zespół (pięciu inżynierów i sześciu piechurów) 2. kompanii, 49. batalionu inżynierów pancernych, umieszczonej pod zwierzchnictwem 1. batalionu 86 Pułku Fizylierów. Ta niewielka siła prowadzona przez sierż. Waltera Rubartha, bez wsparcia i działająca z własnej inicjatywy, otworzyła decydujące przejście w liniach wroga, eliminując siedem bunkrów. Kolejne jednostki z 1. batalionu 86 Pułku Fizylierów przekroczyły rzekę przed 21:00 i zaatakowały pozostałe bunkry na wzgórzu 246, gdzie znajdowały się główne francuskie pozycje obronne. Do końca dnia przyczółek został skonsolidowany, a cel przejęty.

### Bombardowanie alianckie

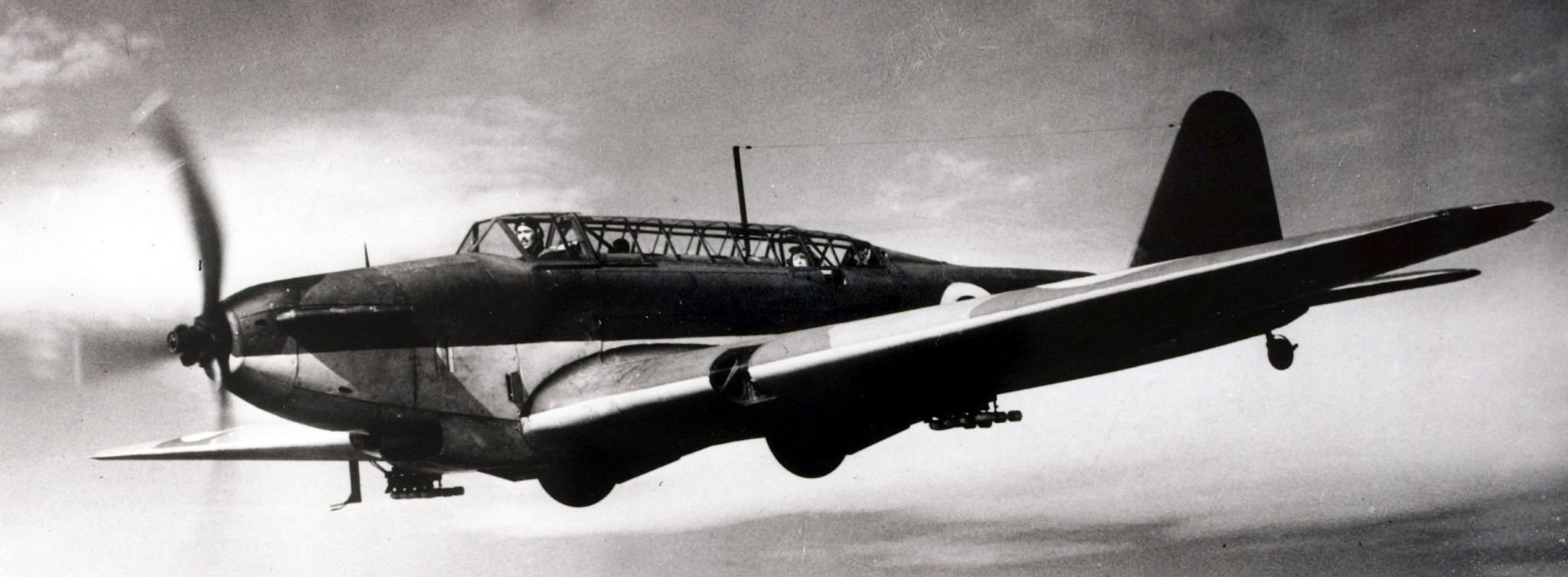
Brytyjskie samoloty Fairey Battle poniosły ciężkie straty nad Sedanem

W sektorze centralnym, w Gaulier, Niemcy zaczęli przemieszczać działa 3,7 cm PaK 36 przez Mozę, aby zapewnić wsparcie piechocie po drugiej stronie rzeki. Do godziny 1:00 w nocy 14 maja wzniesiono most pontonowy, po którym zaczęły przejeżdżać samochody pancerne Sd.Kfz. 222, Sd.Kfz. 232 oraz Sd.Kfz. 264. Francuskie raporty mówiły o niemieckich czołgach przekraczających mosty. Takie informacje były błędne, ponieważ pierwsze czołgi sforsowały Mozę 14 maja o godz. 7:20. Wcześniej przejeżdżały przez nie masy ciężarówek, samochodów opancerzonych i innego rodzaju pojazdy, ale nie czołgi.
Zdobycie Sedanu i rozbudowa przyczółków zaalarmowały Francuzów, którzy wzywali do skoncentrowania wysiłków przeciwko niemieckim przyczółkom w Sedanie, aby odizolować trzy nieprzyjacielskie dywizje pancerne. Gen. Billotte, dowódca francuskiej 1 Grupy Armii, której prawa flanka opierała się na Sedanie, nalegał, aby mosty na Mozie zostały zniszczone przez atak powietrzny, przekonany, że „one zdecydują o zwycięstwie lub porażce!”. Gen. Marcel Têtu, dowódca alianckich taktycznych sił powietrznych, rozkazał: „Skoncentrować wszystkie siły na Sedanie. Priorytet pomiędzy Sedanem a Houx wynosi 1 000 000 do 1”.
103 Dywizjon i 150 Dywizjon RAF wykonały 10 lotów bojowych wczesnym rankiem. W trakcie przymusowego lądowania ponieśli tylko jedną stratę. W godzinach 15:00–16:00 71 bombowców RAF wystartowało pod eskortą myśliwców alianckich. Imponująca eskorta została zredukowana obecnością niemieckich jednostek myśliwskich, które przewyższały liczebnie eskortę aliantów 3:1. 71 Skrzydło RAF straciło 10 Fairey Battle i 5 Bristol Blenheimów. 75 Skrzydło RAF utraciło 14-18 Fairey'ów, a 76 Skrzydło RAF 11 tego typu maszyn. Z 71 wysłanych bombowców zostało zestrzelonych 40–44 bombowców, co oznacza utratę 56–62% atakującej siły. RAF stracił również pięć myśliwców Hawker Hurricane. Natomiast 103 i 105 Dywizjon wykonały 81 lotów bojowych i straciły 52% swojej siły. 2 Grupa RAF-u również uczestniczyła w 28 lotach bojowych. Wyniki bombardowania były kiepskie, z trzema mostami uszkodzonymi i jednym prawdopodobnie zniszczonym.
Francuskie Siły Powietrzne pod dowództwem Marcela Têtu rzadko wspierały wysiłki brytyjskie, pomimo znacznych posiłków. Latali średnio tylko jeden wypad dziennie, w tym strategiczne misje obronne. Jednym z powodów były ciężkie straty francuskich Groupement de Bombardement (Grup Bombowych, GB), poniesione w ciągu ostatnich dwóch dni. GB I/12 i GB II/12 miały razem tylko 13 LeO 451. Groupement de Bombardement d'Assaut 18 (Grupa Bombardowania Szturmowego, GBA 18) miała zaledwie 12 z etatowych 25 Breguet Bre.693s. GB I/34 i GB II/34 mogły wystawić 8 z 22 etatowych samolotów Amiot 143, GB I/38 - 7 z 12, a GB II/38 - 6 z 11. Wszystkie te grupy zostały wysłane nad Sedan 14 maja. Eskortę zapewniały im Groupement de Chasse (Grupy Myśliwskie, GC). Udział w walce wzięły GC III/7 z 12 Morane-Saulnier MS.406, GC I/8 z 12 Blochami MB.152s oraz GC I/3 z 9 Dewoitine D.520. GBA 18 był eskortowany przez 15 Blochów MB.152s z GC I/8. Misje te kosztowały Francuzów pięć bombowców, w tym dwa zestrzelone przez ogień z ziemi. Po 14 maja francuskie siły bombowe zostały wyeliminowane z walki o Sedan. Główne wysiłki w zapewnieniu wsparcia lotniczego siłom lądowym w tym rejonie zostały więc podjęte przez Brytyjczyków.
Bombowce alianckie w większości otrzymały słabą osłonę myśliwską. Wykonano tylko 93 loty myśliwskie (z czego 60 francuskich). Francuzi stracili w operacji 21 myśliwców. Niemiecka obrona przeciwlotnicza została wkrótce wzmocniona przez Jagdgeschwader 26 i Jagdgeschwader 27 (szwadrony myśliwskie). Jedną z czołowych niemieckich jednostek myśliwskich odpowiedzialnych za wysoki wskaźnik strat wśród samolotów alianckich był Jagdgeschwader 53, atakujący francuskie bombowce. Wraz z samolotami myśliwskimi Niemcy zgromadzili w Sedanie potężne skupiska artylerii przeciwlotniczej. Bataliony przeciwlotnicze 1, 2 i 10 Dywizji Pancernej liczyły razem 303 działa przeciwlotnicze. Siły te zostały zbudowane wokół 102 Pułku Przeciwlotniczego z jego działami 88 mm, 37 mm i szybkostrzelnymi działkami 20 mm. Ich ogień przeciwlotniczy był tak gęsty, że alianckie bombowce nie mogły skoncentrować się na celu. Piloci alianckich bombowców nazwali to zjawisko „piekłem wzdłuż Mozy”. 14 maja alianci wykonali 250 lotów bojowych, Francuzi stracili 30 (inne źródło podaje 21), a RAF 20 samolotów myśliwskich. Kolejnych 65 zostało poważnie uszkodzonych. Ze 109 wysłanych do akcji bombowców RAF, 47 zostało zestrzelonych. Oznaczało to, że w sumie 167 samolotów zostało straconych w czasie ataków tylko na jeden cel. Gen. Loerzer nazwał 14 maja „dniem myśliwca”.
Niemieccy generałowie, w szczególności Guderian, odetchnęli z ulgą dzięki temu, że Luftwaffe uniemożliwiła alianckim bombowcom zniszczenie ich przepraw mostowych. Było to o tyle ważne, że po zmroku co najmniej 600 czołgów, w tym te z 2 Dywizji Pancernej, musiało skorzystać z mostu 1 Dywizji Pancernej w Gaulier (ponieważ ich własnego mostu pontonowego jeszcze nie zbudowano). Niemieckie zwycięstwo w bitwie powietrznej było decydujące o wyniku całego starcia.

## Francuska kontrofensywa
Gen. Huntziger, dowódca 2 Armii, nie przejmował się zdobyciem Sedanu ani upadkiem francuskiej obrony w obliczu ataku z powietrza. Spodziewał się, że znaczne rezerwy francuskie, zwłaszcza X Korpus, ustabilizują front. Siły, którymi dysponował Huntziger, były ogromne. Decyzja Guderiana o uderzeniu na północny zachód pozostawiła 10 Dywizję Pancerną samotnie chroniącą przyczółek. Naprzeciwko niej stanął cały XXI Korpus (3 Dywizja Pancerna, 3 Dywizja Piechoty Zmotoryzowanej, 5 Dywizja Lekkiej Kawalerii, 1 Brygada Kawalerii) pod dowództwem gen. Jeana Flavigny'ego. Druga grupa, składająca się z 2 Dywizji Lekkiej Kawalerii i 3 Dywizji Pancernej, wzmocniła siły Flavigny'ego. Do ataku miały dołączyć także X Korpus z 12. i 64. batalionem rozpoznawczym, elementy 71 Dywizji Piechoty, 205 Pułk Piechot i 4. batalion czołgów. Francuzi mieli prawie 300 czołgów, w tym 138 nowoczesnych maszyn Hotchkiss H-35 i Char B1-Bis.
Francuskie czołgi miały grubszy pancerz i silniejsze uzbrojenie niż niemieckie Panzery. Panzer IV miał 30 mm pancerz, podczas gdy Hotchkiss 45 mm, a Char B1 60 mm. Co więcej, ich główne uzbrojenie, działo 47 mm w przypadku pierwszego i armata 75 mm w drugim francuskim czołgu, przewyższało uzbrojenie wszystkich niemieckich czołgów, jakie znajdowały się w służbie w 1940 roku. W walce na otwartej przestrzeni siły pancerne Guderiana miały niewielkie szanse. Dwie trzecie jego jednostek było wyposażonych w słabe czołgi Panzer I i II. Zaledwie 30 czołgów Panzer IV znajdowało się pod Sedanem, gotowych do ataku. Jednak istotną wadą czołgów francuskich była ich niska wytrzymałość. Potrzebowały one zatankowania już po dwóch godzinach na włączonym silniku. Były również powolne, co komplikowało wysoce mobilne operacje.

### Przegapiona szansa Francuzów
14 maja gen. Lafontaine przeniósł stanowisko dowodzenia 55 Dywizji Piechoty z jej pozycji na wzgórzach La Marfee do Bulson, 10–11 kilometrów na południe od Sedanu. Francuzi do pewnego stopnia przygotowywali się do niemieckiego przełamania frontu pod Sedanem i odpowiednio umieścili X Korpus w gotowości do kontrataku. Miał on zająć pozycję w Bulson na osi Chéhéry – Bulson – Haraucourt i uderzyć w niemieckie przyczółki na Mozie. Teren obejmował mocno zalesione tereny, a pozostawione jednostki przekonały gen. Charlesa Huntzigera, dowódcę francuskiej 2 Armii, że będą w stanie utrzymać Bulson, a Niemcy nie wykorzystają taktycznego zwycięstwa pod Sedanem 14 maja.
Niemcy doznali siedmiogodzinnego opóźnienia w przerzucaniu sił pancernych przez most pomiędzy godz. 1:20, a 7:30, co mogło być katastrofalne w skutkach dla dywizji pancernych. Francuzi już zainicjowali plany nocnych kontrataków z udziałem czołgów na przyczółek zajmowany przez Niemców, ale ich własne opóźnienia w gromadzeniu sił, zwlekanie i wahania ze strony lokalnego dowództwa francuskiego, błędne raporty wywiadu oraz zamieszanie wywołane paniką i wycofaniem się piechoty i artylerii, która porzuciła swoje pozycje w czasie „paniki bulsońskiej” uniemożliwiły kontratak wcześniej, jak rano 14 maja. Dowódca artylerii X Korpusu, pułkownik Poncelet, próbował utrzymać swoje jednostki na miejscu, ale niechętnie zarządził odwrót. Decyzja ta spowodowała porzucenie przez bataliony artylerii Korpusu wielu ciężkich dział artyleryjskich, co spowodowało upadek 55 Dywizji Piechoty i częściowe załamanie pozycji 71 Dywizji Piechoty. Poncelet popełnił samobójstwo kilka dni później.
W dniach 13–14 maja Niemcy byliby bezbronni. Silny kontratak francuskich jednostek pancernych w tym miejscu mógł uniemożliwić Guderianowi wydostanie się z przyczółków na Mozie i zmienić wynik całej bitwy. Jednak francuscy dowódcy, wyszkoleni w sztywnej, defensywnej doktrynie wojennej, byli daleko z tyłu, co oznaczało, że brakowało im obrazu bitwy w czasie rzeczywistym. Siłom francuskim w tym rejonie przeszkadzały również błędne raporty wywiadowcze, z których wynikało, że niemieckie czołgi przekroczyły już Mozę kilka godzin wcześniej, niż stało się to naprawdę. Miało to okazać się fatalne w skutkach, zwłaszcza w połączeniu z faktem, że francuska generalicja jako całość spodziewała się znacznie dłuższego czasu trwania początkowej fazy niemieckiego ataku.

### Wyścig do Bulson
Wyścig na grzbiet Bulson rozpoczął się 13 maja o godz. 16:00. 14 maja o 7:30 francuskie siły pancerne zbliżyły się do grzbietu Bulson w celu ponownego zajęcia wzniesienia opuszczonego przez 55 Dywizję Piechoty poprzedniego dnia i, co ważniejsze, zniszczenia przyczółków niemieckich. Chociaż mogło to być możliwe 13 maja, nazajutrz sytuacja na froncie zmieniła się na niekorzyść Francuzów.
Atak X Korpusu obejmował uderzenie 213 Pułku Piechoty i 7. batalionu czołgów na lewej flance oraz 205 Pułku Piechoty i 4. batalionu czołgów na prawej flance. Siły przypisane do prawej flanki przybyły zbyt późno, więc 213 Pułk i 7. batalion samotnie ruszyły na północną oś. Uważano, że 213 Pułk może dotrzeć do obszaru pomiędzy Chéhéry i Bulson w godzinę i pięćdziesiąt minut, a 7. batalion czołgów w dwie godziny. Jednak dopiero 17 godzin od pierwotnego rozkazu skierowania się do Bulson wysunięte francuskie czołgi dotarły do grzbietu Bulson. Okazało się, że Niemcy wyprzedzili ich tam o kilka minut.
Gen. Lafontaine wahał się przez 24 godziny od popołudnia 13 maja. Spędzał godziny na rozpoznaniu terenu, czasem próbując powstrzymać ucieczkę, zawracając dziesiątki francuskich piechurów i artylerzystów z 55 i 71 Dywizji Piechoty, podróżując po okolicy do różnych kwater głównych pułków, szukając dowódcy Korpusu, gen. Gransarda, w celu otrzymania od niego rozkazu ataku oraz uzyskania doraźnej oceny sytuacji i zaczerpnięcia opinii lokalnych dowódców. Z tego powodu Lafontaine opóźnił wydanie rozkazów 14 maja do godziny 5:00, kiedy to Niemcy skonsolidowali przyczółek, a połączone siły piechoty i czołgów dywizji pancernych posuwały się już w głąb lądu do Bulson. Lafontaine miał plan kontrataku od godz. 20:00 13 maja, ale czekał na rozkaz, aby go rozpocząć. Potrzeba otrzymania rozkazu od zwierzchnika przez Lafontaine'a była odmienna od sposobu działania jednostek Wehrmachtu, które operowały w taktycznie wydajniejszym systemie Auftragstaktik. Ostatecznie Lafontaine zmarnował cenne godziny niezbędne do rozpoczęcia potencjalnie decydującego kontrataku.
Francuzi mieli okazję zepchnąć Niemców z powrotem do Mozy, ale stracili swoją szansę z powodu słabej pracy kadrowej. Niemiecka 1 Dywizja Pancerna została zablokowana na drogach wychodzących z Gaulier i Sedanu. Ponadto żołnierze Wehrmachtu byli wyczerpani po pięciodniowym natarciu. Szybki kontratak zaledwie dwóch pułków piechoty i dwóch batalionów czołgów „pogrążyłby Niemców w kryzysie”. Nawet nieudany kontratak i utrzymanie Bulson pozwoliłoby na użycie go przez formacje francuskiej 2 Armii i jednostki czołgów, w tym francuską 3 Dywizję Pancerną z potężnego XXI Korpusu gen. Jeana Flavigny'ego, jako przyczółka do przyszłych działań na północ od linii Maginota.
Francuzom brakowało jednak mobilnych czołgów i czołgów przeznaczonych do ofensywy. Francuska doktryna wojskowa nakazywała, że czołgi, głównie FCM 36, przeznaczone do bezpośredniego wsparcia piechoty, miały posuwać się naprzód równolegle z piechotą. Z tego powodu prędkość maksymalna FCM 36 wynosiła tylko 24 km/h. Dlatego od 7:30 aż do 8:45 w dniu 14 maja zajęło francuskim siłom pancernym pokonanie ostatnich 2 kilometrów dzielących je od grzbietu. Wiodące elementy niemieckiej 1 i 2 Dywizji Pancernej dotarły tam zaledwie kilka minut wcześniej, pokonując 9 kilometrów w krótszym czasie. Ale początkowe starcie nie sprzyjało Niemcom. Zamiast zapewnić średnim czołgom Panzer III i Panzer IV pierwszeństwo przy przekraczaniu Mozy, Niemcy wysłali ich na drugi brzeg tylko kilka, a szpica natarcia zawierała głównie lekko uzbrojone i cienko opancerzone, ale szybsze Panzer I i Panzer II.

### Bitwa pod Bulson

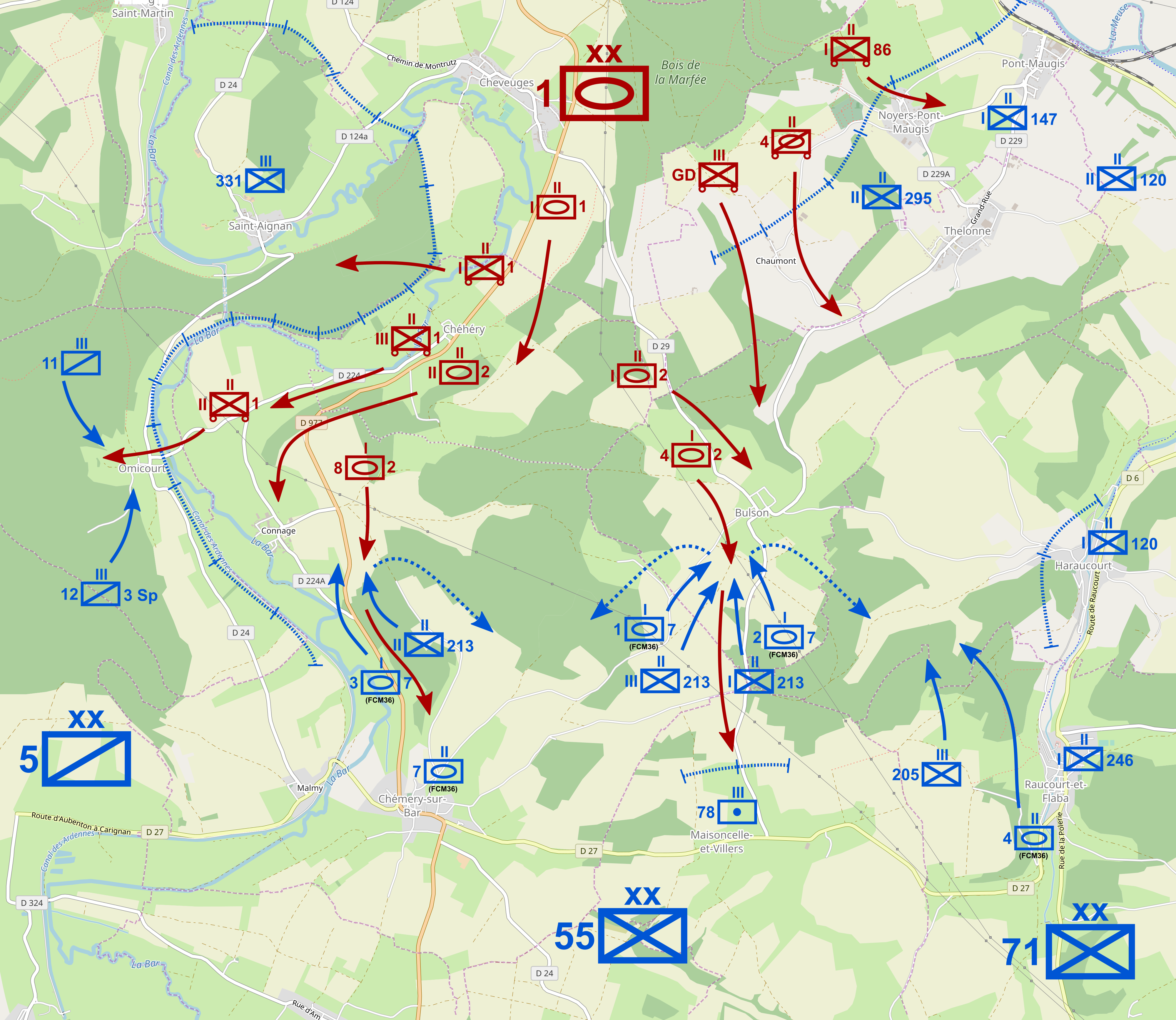
Mapa bitew pancernych pod Bulson i Connage, 14 maja

Pierwsze starcia pod Bulson miały miejsce w tym samym czasie, gdy w Belgii toczyła się bitwa pod Hannut. Ich wyniki były bardzo podobne. Na południowej ścianie wzniesienia gen. Kirchner, dowódca 1 Dywizji Pancernej, na własne oczy zobaczył, jak pociski 37 mm z jego dział przeciwpancernych PaK 36 i czołgów Panzer III odbijają się od grubiej opancerzonych, francuskich czołgów. Wiele niemieckich maszyn zostało obezwładnionych w krótkich odstępach czasu. Niemcy musieli trzymać Francuzów na grani. Kirchner został zmuszony do wysłania swoich czołgów w małych, rozproszonych grupach: taktyka, której Guderian nienawidził, ale sam zdecydował, że w tej sytuacji nie ma innego wyjścia. Po raz kolejny wyposażenie radiowe niemieckich czołgów umożliwiło im szybkie przemieszczanie się i komunikację między sobą oraz szybką zmianę punktów obrony lub ataku. Szybkość niemieckich czołgów pozwoliła im również zrównoważyć ich niższą siłę bojową w stosunku do czołgów francuskich. Często Panzer III i IV zakradały się na tyły francuskich formacji i szybko obezwładniały francuskie czołgi, strzelając w cieńszy, tylny pancerz. Niemcy zwrócili uwagę na słaby punkt pomiędzy podwoziem a wieżą czołgów francuskich, które były szczególnie podatne na ich ostrzał.
Francuska artyleria ukryta w zalesionych obszarach okazała się silniejsza niż czołgi. Niemiecka 1. kompania pancerna została zniszczona 
ogniem francuskiej artylerii i wycofała się z tylko jednym, sprawnym czołgiem. Kompania schowała się za osłoną części grzbietu i jeździła swoim jedynym czołgiem tam i z powrotem, symulując obecność wielu niemieckich maszyn. Zaraz po swoim sukcesie w Gaulier, niedaleko Sedanu, 2. kompania pancerna została rzucona na pomoc 1. kompanii i zdołała opóźnić francuskie natarcie pancerne. Późniejsze przybycie Pułku Piechoty „Großdeutschland” przechyliło szalę zwycięstwa. Udało mu się wyeliminować linię dział przeciwpancernych i okopaną, francuską piechotę.

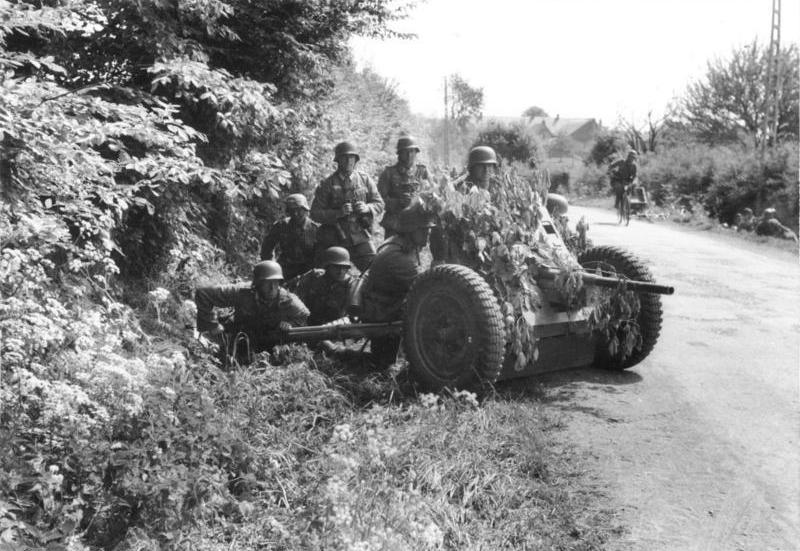
PaK 36 w akcji w 1940 roku. Było to działo zupełnie nieskuteczne przeciwko francuskim czołgom ciężkim

Po lewej stronie grzbietu Bulson Niemcy napotkali 13 francuskich czołgów i piechotę w pobliżu Chéhéry. Natarcie Niemców miało doprowadzić do zajęcia Connage na południe od miasta Chéhéry, aby oskrzydlić Francuzów. Kirchner szybko zareagował na obecność francuskich czołgów, nakazując ustawienie dwóch plutonów przeciwpancernych w Connage. Działa kal. 37 mm walczyły o zatrzymanie francuskich sił pancernych, które następnie oskrzydliły pozycję w Connage, przesuwając się na zachód, podczas gdy piechota posuwała się z południowego wschodu na prawą flankę Niemców. 43. batalion inżynierów szturmowych i 8. kompania 2. batalionu 2 Pułku Pancernego przybyły jednak na czas i zepchnęły Francuzów z powrotem do miasta Chémery-sur-Bar, około 5 kilometrów na południowy zachód od Bulson i na południe od Connage.
O 10:45 gen. Lafontaine zarządził odwrót, a Guderian w końcu otrzymał ciężką artylerię z Pułku Piechoty „Großdeutschland”. W obszar bitwy dotarły działa 88 mm oraz cięższe czołgi Panzer III i IV. W tym czasie francuski 7. batalion czołgów został zniszczony, a 213 Pułk Piechoty mocno przetrzebiony. Pozostało tylko 10 francuskich czołgów z początkowych 40. W dwóch niezależnych bitwach, które 7. batalion czołgów stoczył tego dnia, stracił 10 z 13 maszyn. Opóźnienia na prawej flance sprawiły, że 205 Pułk Piechoty i 4. batalion czołgów dotarły na linię wyjściową dopiero o godz. 10:45, kiedy to bitwa na lewym skrzydle została już przegrana i dalsze ataki na prawym skrzydle nie miałyby sensu. Parada zwycięstwa 1 Dywizji Pancernej odbyła się w Chemery-sur-Bar o godzinie 12:00, ale została przerwana, gdy Luftwaffe przez pomyłkę zbombardowała plac, zadając kilka ofiar własnym wojskom.

### Bitwa pod Stonne

Mapa przedstawiająca pierwszy niemiecki atak na Stonne, 15 maja

Niemieckie dowództwo nie chciało wykorzystać zwycięstw pod Sedanem i Bulson, dopóki niemieckie dywizje piechoty nie dogoniły trzech dywizji pancernych. Według Guderiana był to błąd, który mógł zniweczyć zwycięstwo w Sedanie, dając wrogowi czas na reorganizację jego wciąż potężnych jednostek pancernych. Guderian zdecydował się nacierać w stronę kanału La Manche, nawet jeśli oznaczało to ignorowanie Naczelnego Dowództwa i samego Hitlera. Guderian nakazał 10 Dywizji Pancernej i Pułkowi Piechoty „Großdeutschland” utrzymać przyczółek Sedanu, podczas gdy 1 i 2 Dywizja Pancerna uderzyły na północny zachód, w kierunku kanału. Teraz, gdy Niemcy w dużej mierze „wyważali otwarte drzwi”, 1 i 2 Dywizja Pancerna z szybkością ruszyły na niebronione, francuskie tyły.
Przyczółki pod Sedanem nadal nie były bezpieczne. Siły francuskie gromadziły się na południu. Guderian zdecydował, że lepiej będzie zaimplementować agresywną obronę, biorąc pod uwagę brak jakiejkolwiek broni przeciwpancernej odpowiedniej do obrony statycznej; lepszą opcją był więc raczej atak niż obrona. Postęp 1 i 2 Dywizji Pancernej pomógł mu w tych działaniach. Niemcy napotkali i pokonali elementy X Korpusu w pobliżu Chemery. Korpus francuski kierował się w stronę Sedanu, ale po starciu wycofał się na południe. Wszelkie potencjalne zagrożenie na niemieckiej zachodniej flance zostało w ten sposób usunięte.

Mapa przedstawiająca nieudany francuski kontratak, 15 maja

Część pierwotnego planu Guderiana zakładała zwrot na południe, za Linię Maginota, aby zamaskować zamiar uderzenia na kanał La Manche. Gen. Franz Halder wykreślił ten element z Fall Gelb, ale Guderian wznowił stary plan i nakazał 10 Dywizji Pancernej oraz Pułkowi Piechoty „Großdeutschland” zaatakować płaskowyż Stonne. Pod tym małym miastem rozegrała się dwudniowa, zaciekła bitwa, w której Niemcy po raz pierwszy stanęli twarzą w twarz z najcięższym francuskim czołgiem Char B1-Bis. Jeden z tych czołgów, dowodzony przez Pierre'a Billotte'a, okazał się niewrażliwy na niemiecki ogień przeciwpancerny i przyjął 140 trafień, samemu obezwładniając 13 niemieckich czołgów (dwa Panzer IV i jedenaście Panzer III) oraz szereg dział przeciwpancernych. Okazało się, że Francuzi zgromadzili tam własne siły pancerne, aby przeprowadzić kolejny kontratak na przyczółki Sedanu. Bitwa pod Stonne miała miejsce pomiędzy 15 a 17 maja, kiedy to miasto 17 razy przechodziło z rąk do rąk. Finalne niepowodzenie Francuzów w utrzymaniu Stonne oznaczało ostateczną porażkę wszelkich prób wyeliminowania niemieckich przyczółków pod Sedanem.

Mapa przedstawiająca francuskie ataki 16 maja, pokazująca również ścieżkę „Eure”

Francuska ofensywa pod Stonne miała ogromne znaczenie. Miasto pozostawało bazą położoną na wysokim terenie z widokiem na Sedan. Francuzi mogliby jej użyć jako pozycji wyjściowej do późniejszych kontrataków w tym rejonie. 15 maja rozpoczęła się bitwa. Francuzi zaangażowali kompanię 3D 49. batalionu czołgów; 1. kompanię 45. batalionu czołgów i 2. kompanię 4. batalionu czołgów; a także 1. batalion 67 Pułku Piechoty i 1. kompanię 51 Pułku Piechoty. W tym czasie Stonne było utrzymywane tylko przez 1. batalion Pułku Piechoty „Großdeutschland”, wspierany przez 9 z 12 dział przeciwpancernych pułku. Gdy Francuzi parli naprzód, słaba niemiecka obrona walczyła o utrzymanie pozycji. Kiedy jednak jednemu niemieckiemu plutonowi udało się obezwładnić trzy czołgi Char B1, francuskie załogi wpadły w panikę i odjechały na południe. Było to psychologiczne zwycięstwo Niemców, które zachęciło ich do dalszej obrony pozycji. W obliczu kolejnych ataków utrzymali swoje pozycje. Miasto upadło pod atakiem z obu stron w ciągu następnych 48 godzin, lecz Niemcy natychmiast po jego utracie rozpoczęli kontratak. 10 Dywizja Pancerna wysłała swój 1. batalion 69 Pułku Piechoty, aby wesprzeć nadszarpiniety Pułk Piechoty „Großdeutschland”. Niemcy odzyskali miasto 17 maja o godzinie 17:00, po raz czwarty w ciągu 9 godzin.
Niemcy wzmocnili swoją obronę w nocy 16 maja VI Korpusem, składającym się z 16 Dywizji Piechoty gen. por. Heinricha Krampfa i 24 Dywizji Piechoty. W tym czasie Pułk Piechoty „Großdeutschland” stracił 570 ludzi i potrzebował odpoczynku, a 14. kompania grenadierów pancernych straciła 6 z 12 dział, a także 12 zabitych i 65 rannych. Około 33 francuskich i 24 niemieckich czołgów zostało obezwładnionych. Miasto Stonne było zrujnowane. Ponieważ IV Korpus wspierał teraz niemiecką obronę i kontrataki, miasto zostało ostatecznie zdobyte przez jego żołnierzy 17 maja o godz. 17:45.

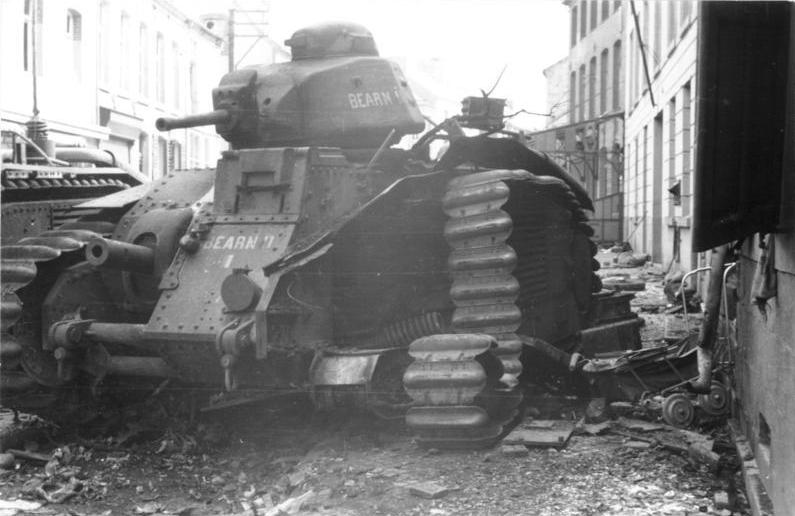
Zniszczony francuski Char B1 bis

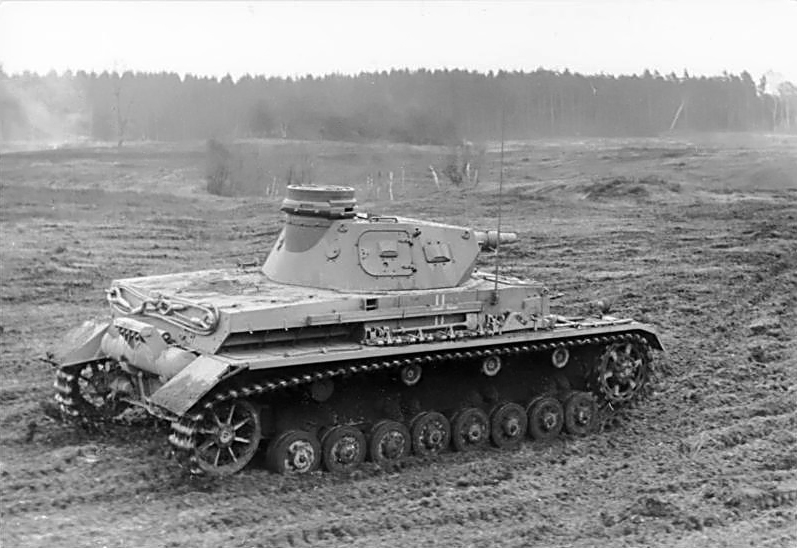
Niemiecki czołg PzKpfw IV Ausf. D, ok. 1940

| Zmiana      | Data                | Godzina        | Wynik                |
| ----------- | ------------------- | -------------- | -------------------- |
| Pierwsza    | 15 maja             | 08:00          | zwycięstwo Niemców   |
| Druga       | 15 maja             | 09:00          | zwycięstwo Francuzów |
| Trzecia     | 15 maja             | 09:30          | zwycięstwo Niemców   |
| Czwarta     | 15 maja             | 10:30          | zwycięstwo Francuzów |
| Piąta       | 15 maja             | 10:45          | zwycięstwo Niemców   |
| Szósta      | 15 maja             | 12:00          | zwycięstwo Francuzów |
| Siódma      | 15 maja             | 17:30          | zwycięstwo Niemców   |
| Ósma        | 16 maja             | 07:30          | zwycięstwo Francuzów |
| Dziewiąta   | 16 maja             | 17:00          | zwycięstwo Niemców   |
| Dzisiąta    | noc z 16 na 17 maja | ziemia niczyja | -                    |
| Jedenasta   | 17 maja             | 09:00          | zwycięstwo Niemców   |
| Dwunasta    | 17 maja             | 11:00          | zwycięstwo Francuzów |
| Trzynasta   | 17 maja             | 14:30          | zwycięstwo Niemców   |
| Czternasta  | 17 maja             | 15:00          | zwycięstwo Francuzów |
| Piętnasta   | 17 maja             | 16:30          | zwycięstwo Niemców   |
| Szesnasta   | 17 maja             | 17:00          | zwycięstwo Francuzów |
| Siedemnasta | 17 maja             | 17:45          | zwycięstwo Niemców   |

## Następstwa
Klęska Francji pod Sedanem pozostawiła aliantów w Belgii praktycznie bez ochrony skrzydła. Ucieczka Francuzów po bitwie była tak szybka, że Niemcy nie toczyli zbyt wielu walk aż do napotkania wojsk brytyjskich broniących Dunkierki. Wielu francuskich żołnierzy zostało wziętych do niewoli, zanim zdążyli stawić skuteczny opór, co wyjaśnia również niewielką liczbę ofiar po obu stronach w następnych dniach. Dwa bataliony inżynierów szturmowych pod dowództwem Korthalsa odniosły najważniejszy sukces. Eliminując bunkry w sektorze Bellevue, umożliwiły one dokonanie przełamania frontu przez 1 i 2 Dywizję Pancerną bez strat własnych. Historycy wojskowi zgadzają się, że bitwa pod Sedanem przypieczętowała los Belgii i Francji. 14 maja siły alianckie przegrały kampanię. Niemiecki atak na Kanał La Manche uwięził 1 700 000 żołnierzy i wypędził aliantów z Europy Zachodniej. Większość armii brytyjskiej uciekła z portu w Dunkierce, lecz alianci pozostawili po sobie duże ilości sprzętu. W dyskutowanych do dziś okolicznościach Wehrmachtowi nie udało się wyeliminować Brytyjczyków uwięzionych w kotle. Okrążenie zniszczyło najlepsze jednostki armii francuskiej, do niewoli wzięto jeńców w liczbie 40 000, ale uciekło 139 732 brytyjskich i 139 037 francuskich żołnierzy. Siły francuskie i brytyjskie zostały wysłane z Anglii i wzięły udział w bitwach czerwca 1940 r. Francuzi poddali się wraz z resztą francuskich sił zbrojnych 25 czerwca 1940 r., kiedy w życie wszedł rozejm z 22 czerwca.